# Apneu
Ademstilstand of apneu (Oudgrieks ἄπνοια, niet ademen) is de medische term voor een onderbreking van de ademhaling van langer dan 10 seconden. Tijdens een apneu is er geen beweging van de spieren betrokken bij de ademhaling en de longinhoud blijft in eerste instantie onveranderd. Een apneu kan vrijwillig worden verkregen door de adem in te houden, of onvrijwillig door een blokkade door weke delen in de mond-keelholte, of opgewekt door alcohol- of drugsgebruik, of door fysieke factoren van buitenaf (bijvoorbeeld wurging) of lichamelijke verwonding. Het kan ook het gevolg zijn van een neurologische aandoening. De bekendste en meest voorkomende vorm van apneu is slaapapneu. Ernstige apneu kan leiden tot blijvende gezondheidsschade door zuurstofgebrek. Het zuurstofgebrek kan ook erratisch gedrag veroorzaken, zoals absenties. Vooral op het werk en in het verkeer kan dit tot gevaarlijke situaties leiden. Er is een actieve patiëntenvereniging voor apneu.